# Djulitsa
Djulitsa (bulgariska: Дюлица) är ett distrikt i Bulgarien.   Det ligger i kommunen Obsjtina Kirkovo och regionen Kărdzjali, i den södra delen av landet, 220 km sydost om huvudstaden Sofia.